# Antiblemma anhypa
Antiblemma anhypa là một loài bướm đêm trong họ Erebidae.